# Karmele Rotaetxe Amusategi
Miren Karmele Rotaetxe Amusategi (Bilbao, 17 de enero de 1932 - Bilbao, 2 de mayo de 2013) fue una lingüista vasca y profesora de lingüística general. 
Estudió en la Universidad de Deusto y en la Universidad del País Vasco (UPV-EHU). Siendo profesora de francés, estudió la lengua vasca durante la época de Franco. Dedicó su trabajo al estudio de la morfología y la sintaxis vascas, y a analizar la situación de las lenguas europeas. Su tesis Estudio estructural del euskera en Ondarroa fue dirigida por Koldo Mitxelena. Fue miembro de Euskaltzaindia, la Real Academia de la Lengua Vasca desde 1979 y miembro de honor desde el 24 de noviembre de 2004.

## Biografía
Karmele Rotaetxe nació en Bilbao en 1932. Durante la Guerra Civil su familia tuvo que exiliarse porque su padre, del Gobierno vasco, fue condenado a muerte. Así pasó una gran parte de la infancia y la juventud en la ciudad francesa de Burdeos.
Los estudios universitarios los hizo en España, en 1967 se graduó en Filología Moderna en la Universidad vasca de Deusto y obtuvo el doctorado en la Universidad de Salamanca en 1977. Después de comenzar a enseñar en la Universidad de Deusto, en 1977 estuvo a cargo de la enseñanza y la enseñanza del euskera en la Universidad de Bilbao, donde comenzó a trabajar en la Facultad de Ciencias de la Información. En 1978 se incorporó a la Facultad de Filosofía y Letras de Vitoria, y en 1986 obtuvo la Cátedra de Lingüística General. Es miembro de la Comisión de Profesores de la Universidad del País Vasco desde 1992. 
Comenzó a escribir artículos en euskera en las publicaciones Anaitasuna y Zeruko Argia, y más tarde en revistas especializadas en lingüística vasca, siempre sobre esta lengua. Dirigió diversas tesis de licenciatura sobre Lingüística Románica, Filología Francesa y Filología Hispánica, y colaboró en la preparación del Libro Blanco del Euskera. 
Fue profesora visitante durante el año académico 1994-1995 en la Universidad de la Sorbona (París V - René Descartes).
Fue miembro de la New York Academy of Sciences (Academia de Ciencias de Nueva York) en el Departamento de Lingüística. También fue miembro permanente del Programa Europeo de Investigación de lenguas, EUROTYP. Colaboró en la Gran Enciclopedia de Mundo. Fue secretaria del Departamento de Lengua y Literatura de Eusko Ikaskuntza, la Sociedad de Estudios Vascos en 1987 y su presidenta de 1987 a 1994.
A partir de 1985, de los cinco libros publicados por el Comité de Gramática Vasca, Euskal Gramatika: Los Primeros Pasos, Rotaetxe intervino en cuatro. También participó en seis colaboraciones con expertos internacionales.

## Obras
- Sur un point de morphologie nominale du basque», Fuentes Linguae Vasconum, 1971
- Estudio estructural del euskera de Ondarroa, 1978.[7]
- L’accent Basque: Obsevations et hipothésis, 1978.
- Lingüística lógica: la construcción ergativa vasca, Revista española de lingüística, 1978.
- Pluraleko ergatibo-adierazleari buruz, Euskera, 1978.
- Concordancia entre numerales y verbos, Fontes Linguae Vasconum, 1979.
- Cultura oficial y lenguas minoritarias, 1980.
- Sociolingüística: lengua y sociedad en el País Vasco, 1986.
- Sociolingüística, 1988.[8]
- Tipología lingüística: dativo y datividad, 1999.